# Heinrich Wilhelm Buch
Heinrich Wilhelm Buch (* 11. Mai 1713 in Kassel; † 6. Januar 1781 ebenda) war Bürgermeister von Kassel.

## Leben
Buch war der Sohn des Kasseler Advokaten Heinrich Gerhard Buch (1683–1747). Buch heiratete am 6. November 1738 in Kassel Anna Ernestine Heinemann (1717–1769), die Tochter des Ditmar Heinemann.
Er erhielt Unterricht in Latein und Mathematik am Collegium Carolinum und erwarb erste Kenntnisse der Rechtswissenschaft bei Advokat Wolfart. Er studierte ab 1732 Rechtswissenschaften in Rinteln und Jena. 1734 wurde er als Regierungsadvokat in Kassel zugelassen. 1742 war er Justitiar in Elfershausen und 1745 in Stammen und Grimmelsheim. Im Jahr 1748 wurde er in Rinteln zur Dr. jur. promoviert. 1751 und 1759 war er Ratsschöffe, 1762 Kommissionsrat und von 1776 bis 1781 Bürgermeister in Kassel. Buch war zu seiner Zeit ein in Hessen sehr angesehener Mann.
Der Staatsminister und Generalmajor Gustav von Buch war sein Urenkel.